# 朱華堧
永安王朱華堧（16世纪—17世纪），永安恭顺王朱英焌子。不知何年袭封。
永历十年（1656年）四月，与总兵、知府、土官一百五十余人从广西投降清朝。清朝兩廣總督李率泰上疏報告，及繳获南明的關防印四十四顆。